# Shoshana (Film)
Shoshana ist ein Historienfilm, Thriller und Liebesfilm von Michael Winterbottom. Der Film feierte im September 2023 beim Toronto International Film Festival seine Premiere und kam im Februar 2024 in die Kinos im Vereinigten Königreich.

## Handlung
Die Handlung spielt 1938 im britischen Mandatsgebiet Palästina, insbesondere in Tel Aviv. Inmitten wachsender Spannungen zwischen der jüdischen und arabischen Bevölkerung versucht die britische Mandatsmacht, die Ordnung aufrechtzuerhalten. Im Mittelpunkt steht der britische Polizeioffizier Thomas Wilkin, der als stellvertretender Superintendent der palästinensischen Polizei tätig ist. Er verliebt sich in Shoshana Borochov, die Tochter des Mitbegründers der zionistischen Arbeiterbewegung, Ber Borochov.
Parallel dazu jagen Wilkin und sein Kollege Geoffrey Morton den charismatischen Dichter und zionistischen Widerstandskämpfer Avraham Stern, der einen Anschlag auf die britischen Behörden plant. Während Wilkin auf einen gewaltfreien Zionismus hofft, setzt Morton auf harte Maßnahmen gegen die Unabhängigkeitsbewegung. Die Beziehung zwischen Wilkin und Shoshana gerät durch die politischen Spannungen und Loyalitätskonflikte zunehmend unter Druck.
Der Film basiert auf historischen Ereignissen und beleuchtet, wie persönliche Beziehungen und politische Ideale in einer Zeit des Umbruchs auf die Probe gestellt werden. Shoshana thematisiert die Entstehung des Staates Israel und die Ursprünge des Nahostkonflikts anhand einer tragischen Liebesgeschichte.

## Das britische Völkerbundsmandat für Palästina

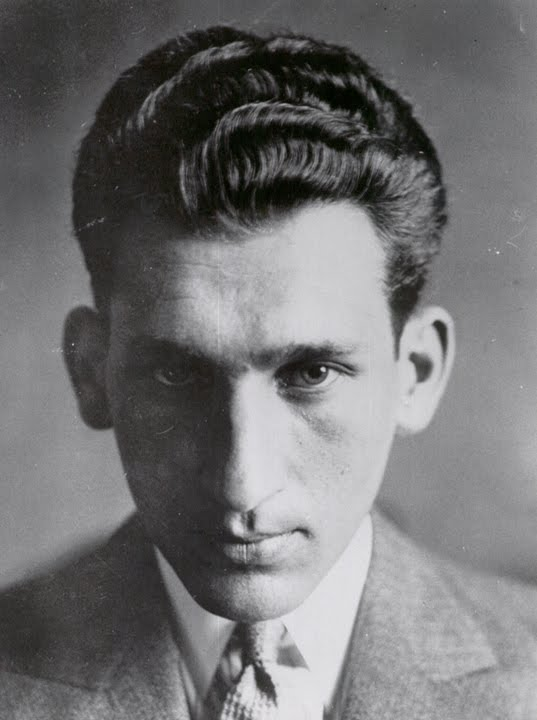
Avraham Stern führte die paramilitärische Untergrundorganisation Irgun Zwai Leumi an

Im Ersten Weltkrieg eroberten britische Truppen 1917/18 Palästina. Das Land wurde britisches Mandatsgebiet, bestätigt durch den Völkerbund im Juli 1922, als Großbritannien offiziell den Auftrag, das Mandatsgebiet Palästina zu verwalten, erhielt. Während der britischen Mandatszeit in Palästina führte der polnische Dichter Avraham Stern die zionistische paramilitärische Untergrundorganisation Irgun Zwai Leumi an.

## Produktion

### Filmstab und Besetzung
Regie führte Michael Winterbottom, der gemeinsam mit Laurence Coriat und Paul Viragh auch das Drehbuch schrieb.
Douglas Booth spielt den Briten Thomas Wilkin, der in Tel Aviv die Ordnung in einer gemischten palästinensischen und jüdischen Bevölkerung aufrechtzuerhalten versucht. Harry Melling spielt dessen Vorgesetzten Geoffrey Morton. Die russische Theater- und Filmschauspielerin Irina Starshenbaum spielt in der Titelrolle Shoshana Borochov, die Tochter des Mitbegründers der zionistischen Arbeiterbewegung Ber Borochov, in die Thomas unsterblich verliebt ist. Aury Alby ist in der Rolle des Dichters Avraham Stern zu sehen, der die paramilitärische Organisation Irgun Zwai Leumi anführt. Es handelt sich um Albys erste größere Filmrolle.

### Dreharbeiten
Der Film wurde in der italienischen Region Apulien gedreht. Sie diente als Drehort für die in den 1930er Jahren, in denen der Film spielt, noch neue und moderne Stadt Tel Aviv. Aufnahmen entstanden in den italienischen Gemeinden Ostuni, Ceglie Messapica, Brindisi und Lecce. Der britische Kameramann Giles Nuttgens war zuletzt für den Film Enola Holmes und dessen Fortsetzung und das Filmdrama Montana Story von Scott McGehee und David Siegel tätig.

### Filmmusik und Veröffentlichung
Die Filmmusik komponierte der Nordire David Holmes, der vor allem durch seine Arbeiten für Steven Soderbergh bekannt wurde.
Die Weltpremiere des Films fand am 8. September 2023 beim Toronto International Film Festival statt. Im Oktober 2023 wurde Shoshana beim London Film Festival gezeigt. Am 11. November 2023 eröffnete Shoshana das European Film Festival in Lecce. Im Januar 2024 wurde er beim Palm Springs International Film Festival gezeigt und im Februar 2024 beim Atlanta Jewish Film Festival. Am 23. Februar 2024 kam Shoshana in die britischen und irischen Kinos. Am 25. Juli 2025 kam der Film in ausgewählte US-Kinos.

## Rezeption

### Kritiken
Von den bei Rotten Tomatoes aufgeführten Kritiken sind 70 Prozent positiv.

### Auszeichnungen
European Film Festival 2023
- Nominierung für die Golden Olive – Cristina Soldano Prize[10]

Palm Springs International Film Festival 2024
- Nominierung für den MOZAIK Bridging the Borders Award[16]